# Ар'ян Кніппінґ
Ар'ян Кніппінґ (нід. Arjan Knipping, 1 серпня 1994) — нідерландський плавець.